# نقليات السيف
شركة ابناء سليمان حمد السيف للنقل البري (نقليات السيف)، هي شركة عائلية سعودية تم تأسيسها في عام 1963 (1382هـ) على يد سليمان حمد السيف، وغرضها الرئيسي هو نقل البضائع من ميناء الملك عبدالعزيز في الدمام الى مدينة الرياض.

## البدايات
كانت بداية التشغيل في مدينة الدمام، ثم امتد إلى كل من
- الرياض
- جدة
- ينبع
- رأس الخير
- الهفوف
- الجبيل

تحول شركة أبناء سليمان حمد السيف للنقل البري من شركـة ذات مسؤولية محدودة إلى (شركة مساهمة مقفلة) برأسمال (2)مليون ريال.

## الأسطول
يضم الأسطول أكثر من 1900 حافلة متعددة الأحجام تشمل على:
- مرسيدس كونيكتو للخدمة المحلية.
- مرسيدس VIP.
- مرسيدس 0350 توريزمو.
- مرسيدس 0560.
- مرسيدس 404.
- مرسيدس غراند فيالي.

## الخدمات
انتشرت في العديد من المدن الرئيسية في المملكة العربية السعودية، وتطورت بعد ذلك شركة السيف حتى ضمت شركات متخصصة في مجال الشحن وخدمات الدعم اللوجستي. كما خاضت في التطوير العقاري، واتسع نطاقها حتى شمل بعضا من دول الشرق الاوسط واستطاعت تغطية دول الخليج.

## وصلات خارجية
- الموقع الرسمي للشركة